# You Could Be Mine
You Could Be Mine – singiel amerykańskiej grupy rockowej Guns N’ Roses. Jest to jeden z najlepiej rozpoznawanych utworów grupy, zajmuje drugie miejsce wśród jej najlepiej sprzedających się singli. Piosenka ta jest dwunastą ścieżką na wydanym w 1991 albumie Use Your Illusion II. Utwór został napisany przez Stradlina i Rose’a, razem napisali słowa, muzykę stworzył Stradlin. Część fanów twierdzi że słowa refrenu You could be mine, but you’re way out of line zostały skierowane do Angeli Nicoletti po tym jak zerwała z Izzym.
Piosenka została wykorzystana w filmie Terminator 2: Dzień Sądu.